# هيلدا دانيلسن
هيلدا دانيلسن (بالنرويجية البوكمول: Hilde Danielsen)‏ هي عالمة الإنسان ومحررة نرويجية، ولدت في 1971 في Odda ‏ في النرويج.